# Großlangenfeld

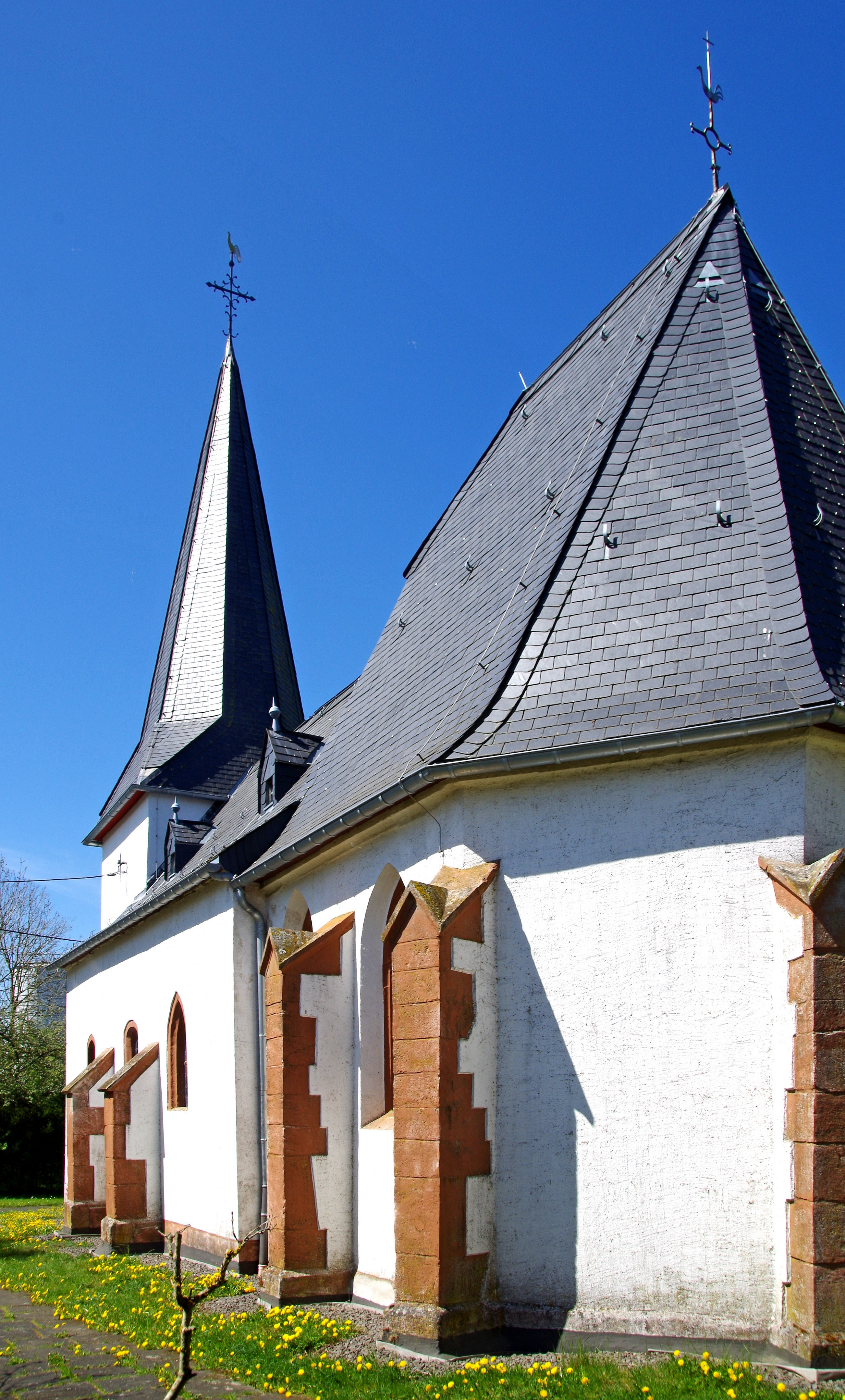
Sankt Laurentius von Südosten

Großlangenfeld ist eine Ortsgemeinde im Eifelkreis Bitburg-Prüm in Rheinland-Pfalz. Sie gehört der Verbandsgemeinde Prüm an.

## Geographie
Großlangenfeld liegt auf einem Geländerücken zwischen dem etwa 100 Meter tiefer gelegenen Ihrenbach und dem Alfbach.
Nachbarorte sind die Ortsgemeinden Winterscheid im Norden, Bleialf im Nordosten, Brandscheid im Osten, Habscheid im Süden und Winterspelt im Westen.

## Geschichte
Die erste urkundliche Erwähnung erfolgte 1283 als Langievield. Gegen Ende des 18. Jahrhunderts gehörte Großlangenfeld zum kurtrierischen Amt Prüm. Die Inbesitznahme des Linken Rheinufers durch französische Revolutionstruppen beendete die alte Ordnung. Der Ort wurde von 1798 bis 1814 Teil der Französischen Republik (bis 1804) und anschließend des Französischen Kaiserreichs, zugeordnet der Mairie Winterscheid im Arrondissement Prüm des Saardépartements. Nach der Niederlage Napoleons kam Großlangenfeld aufgrund der 1815 auf dem Wiener Kongress getroffenen Vereinbarungen zum Königreich Preußen und gehörte nun zum Kreis Prüm des Regierungsbezirks Trier, der 1822 Teil der neu gebildeten preußischen Rheinprovinz wurde. Aus der Mairie wurde die Bürgermeisterei Winterscheid. Die Bürgermeisterei wurde 1927 in Amt umbenannt und ging 1933 – zusammen mit anderen Ämtern – im vergrößerten Amt Bleialf auf.
Als Folge des Ersten Weltkriegs war die gesamte Region dem französischen Abschnitt der Alliierten Rheinlandbesetzung zugeordnet. Nach dem Zweiten Weltkrieg wurde Großlangenfeld innerhalb der französischen Besatzungszone Teil des damals neu gebildeten Landes Rheinland-Pfalz.
Statistik zur Einwohnerentwicklung
Die Entwicklung der Einwohnerzahl von Großlangenfeld, die Werte von 1871 bis 1987 beruhen auf Volkszählungen:
| Jahr | Einwohner |
| ---- | --------- |
| 1815 | 97        |
| 1835 | 151       |
| 1871 | 209       |
| 1905 | 170       |
| 1939 | 222       |
| 1950 | 206       |
| 1961 | 176       |

| Jahr | Einwohner |
| ---- | --------- |
| 1970 | 180       |
| 1987 | 175       |
| 1997 | 162       |
| 2005 | 155       |
| 2011 | 127       |
| 2017 | 125       |
| 2024 | 132       |

## Politik

### Bürgermeister
Erich Kribs wurde 1994 Ortsbürgermeister von Großlangenfeld. Bei der Direktwahl am 26. Mai 2019 wurde er mit einem Stimmenanteil von 83,12 % für weitere fünf Jahre in seinem Amt bestätigt. Er wurde im Juni 2024 wiedergewählt.

### Wappen
| Wappen von Großlangenfeld | Blasonierung: „Unter rotem Schildhaupt, darin sechsstäbiger silberner Rost, in Silber aus erniedrigtem grünem Bogenschildfuß an schwarzem Stickel wachsend grüner Rebstock mit zwei blauen Reben und zwei Blättern, wechselständig.“ |
| Wappen von Großlangenfeld | Wappenbegründung: Die Heroldsfarben Rot und Silber leiten sich von den Wappenfarben der Landesherren, die bis 1264 die Grafen von Vianden als Vögte der Abtei Prüm waren ab. Bis 1794 gingen die Vogtrechte auf das Kurfürstentum Trier über, deren Farben ebenfalls Rot und Silber waren. Im roten Schildhaupt symbolisiert ein silberner Rost das Martyrium des hl. Laurentius, den Hauptpatron der Ortskirche, darunter verweisen in Silber ein grüner Weinstock mit zwei Blättern und zwei blauen Reben auf den über Jahrhunderte gepflegten Brauch der Johannesminne. |

## Sehenswürdigkeiten
In der Denkmalliste des Landes Rheinland-Pfalz (Stand: 2021) sind folgende Kulturdenkmäler ausgewiesen:
- Die Kapelle Sankt Laurentius mit außergewöhnlicher Bauform stammt wohl aus dem 16. Jahrhundert, Westturm und Schiff sind noch älter

Sankt Laurentius
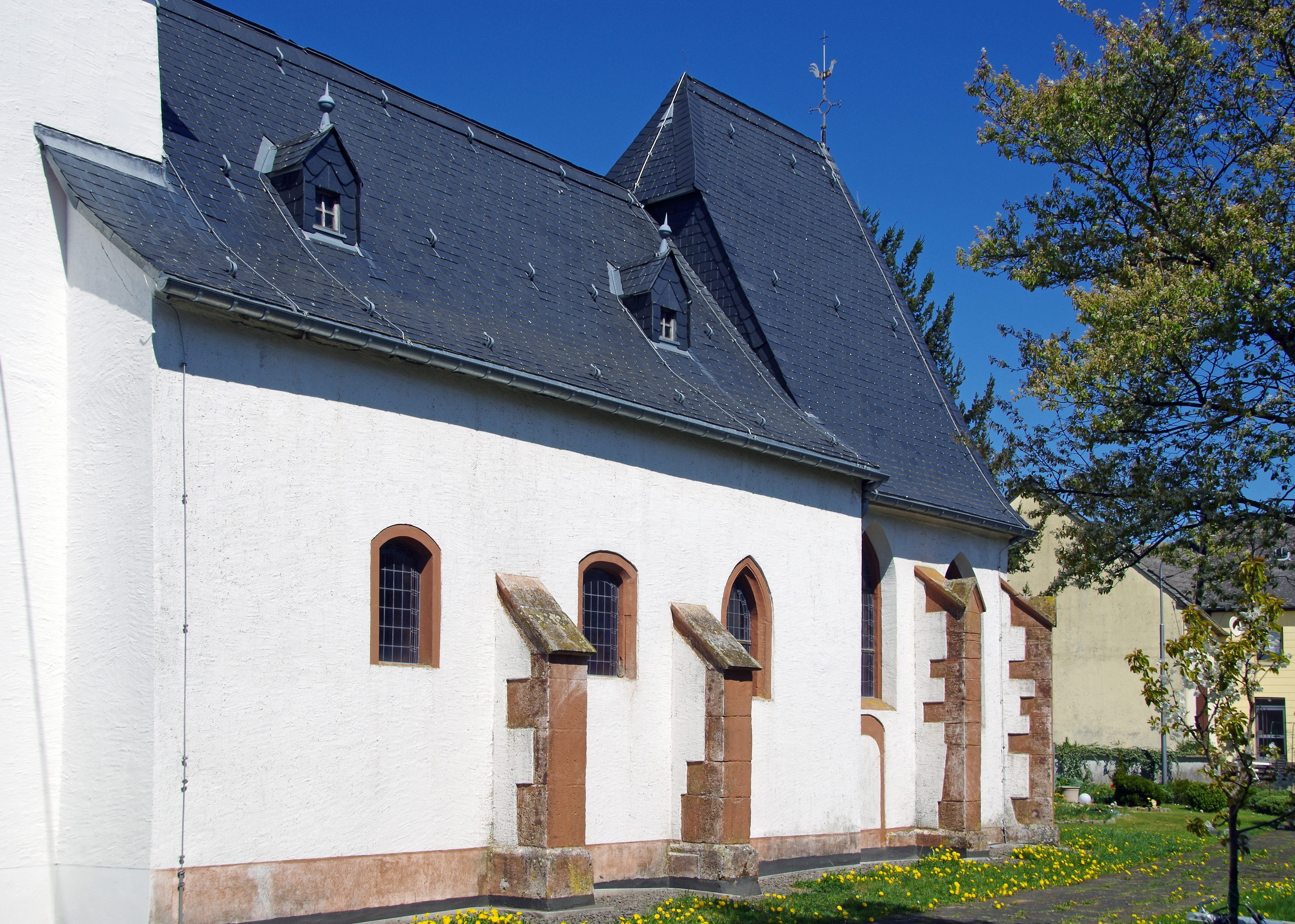
Südseite
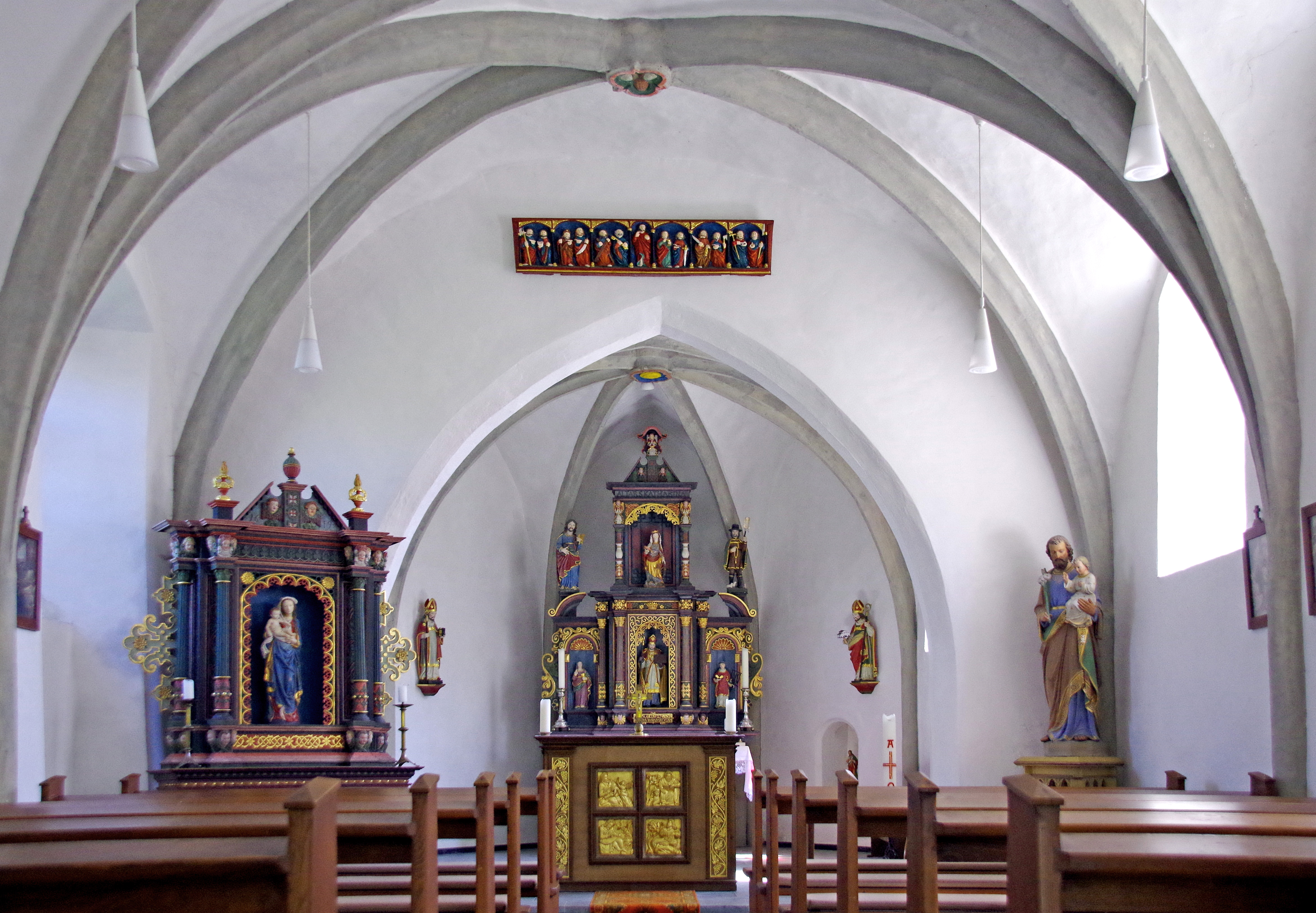
Innenraum
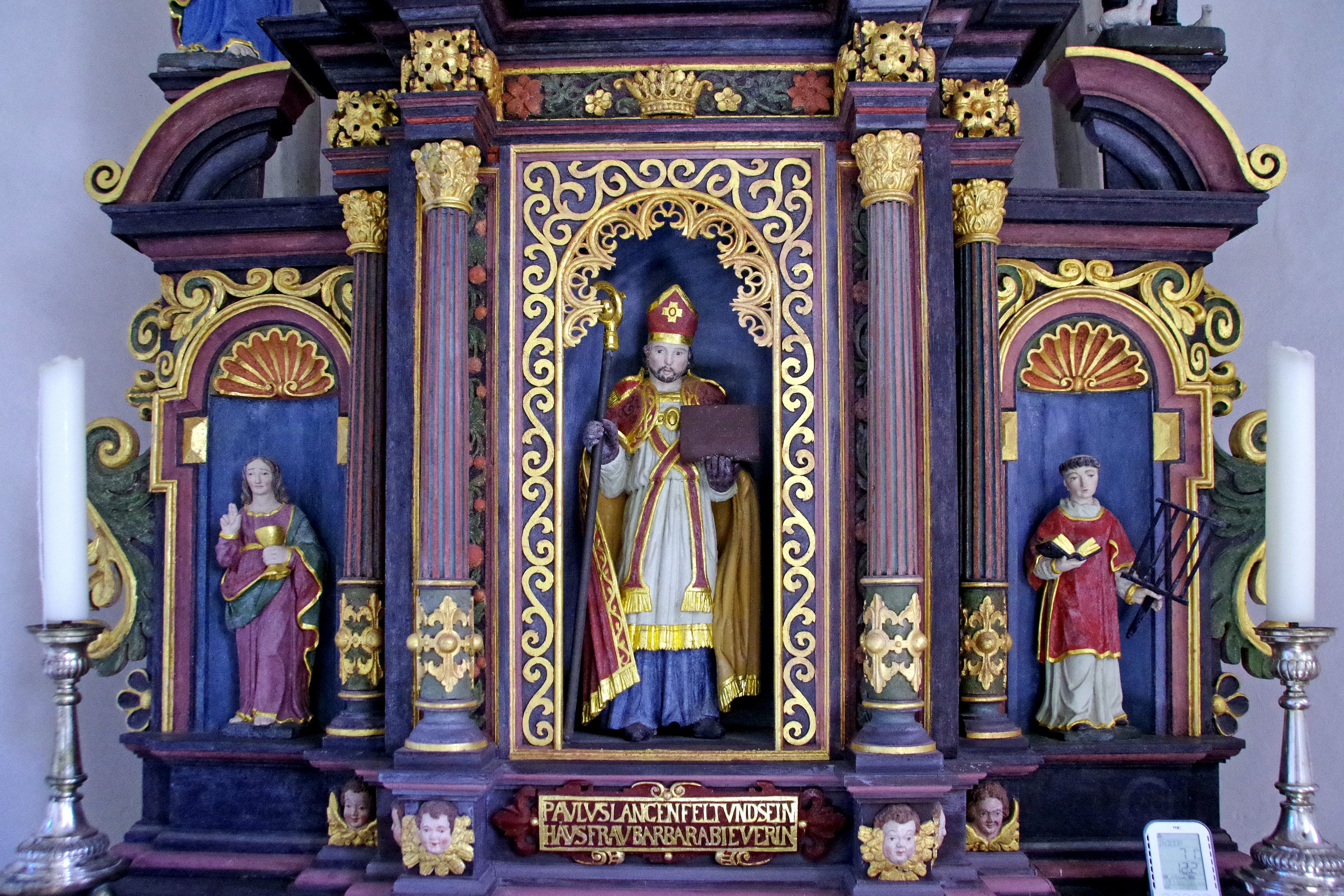
Hochaltar
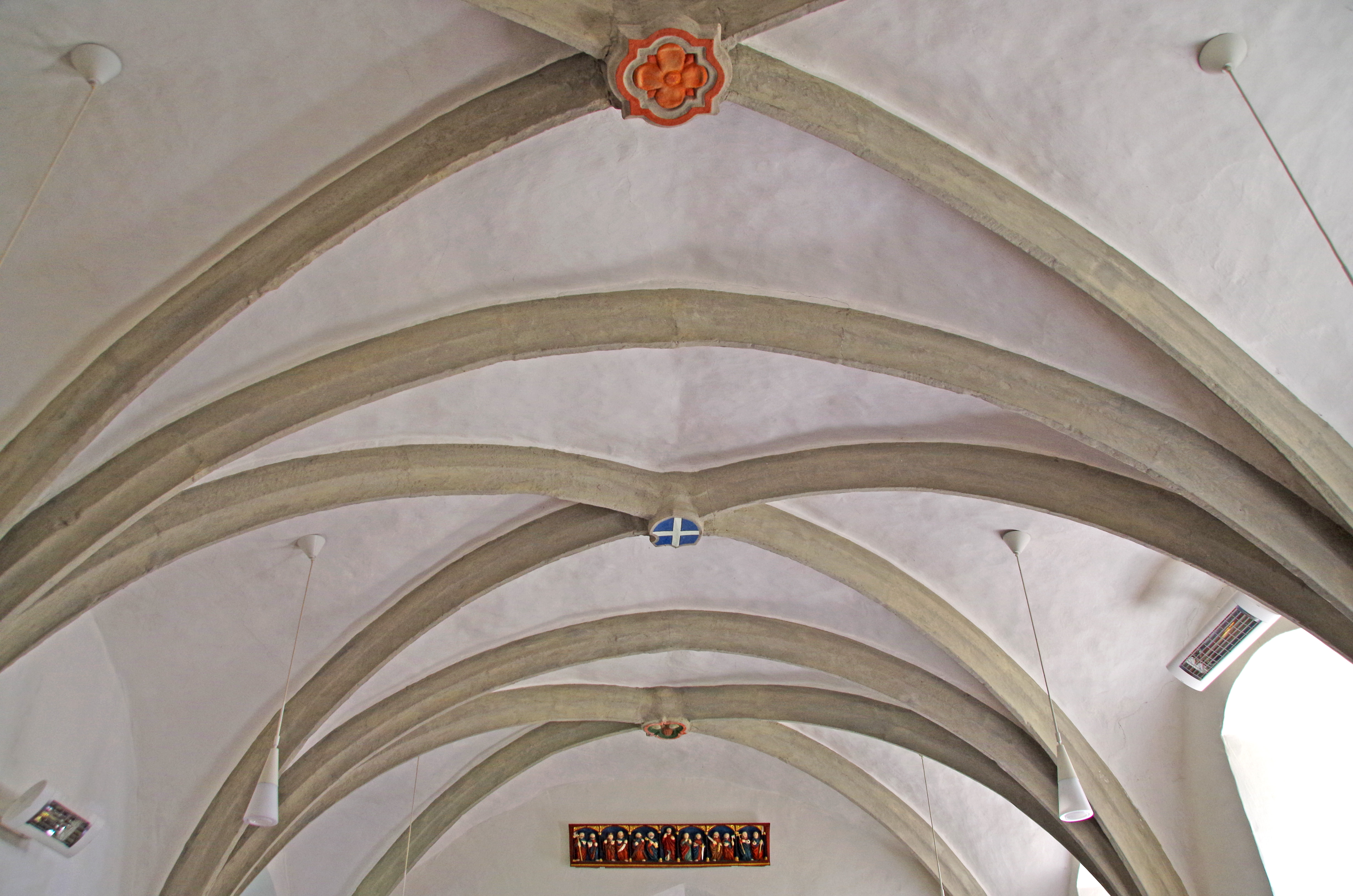
Kreuzrippengewölbe
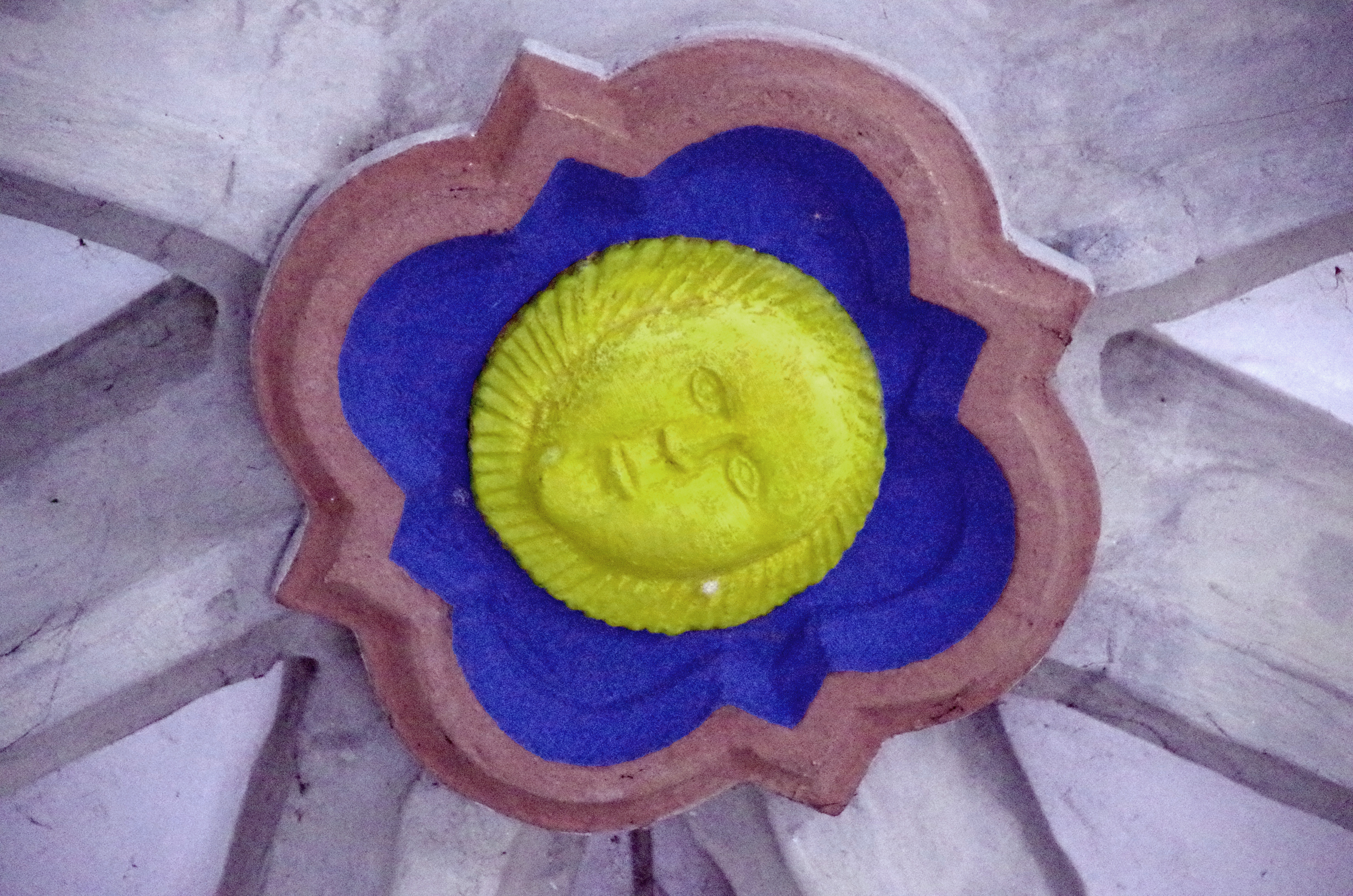
Schlussstein im Chor
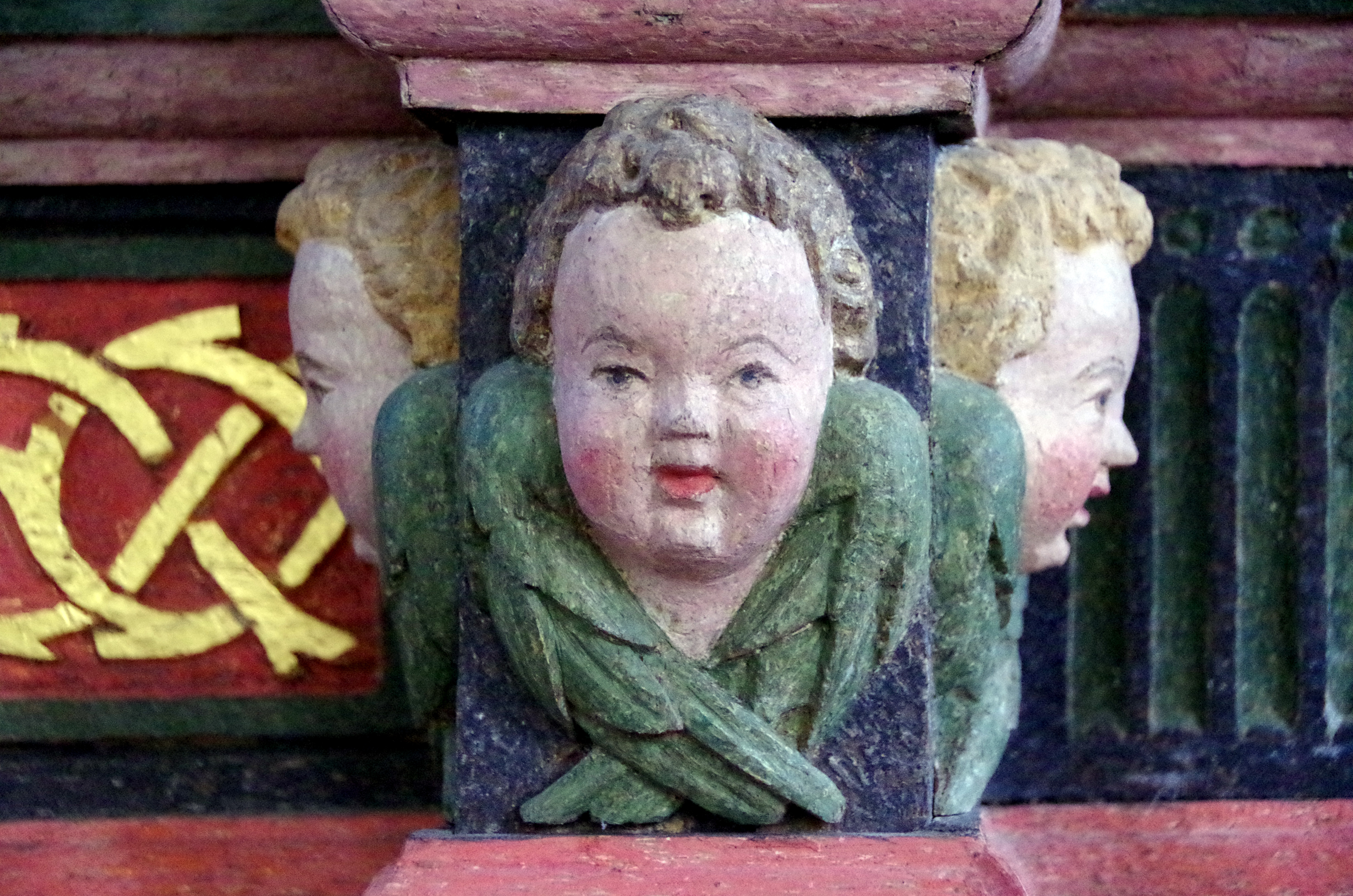
Engelköpfe (Marienaltar)
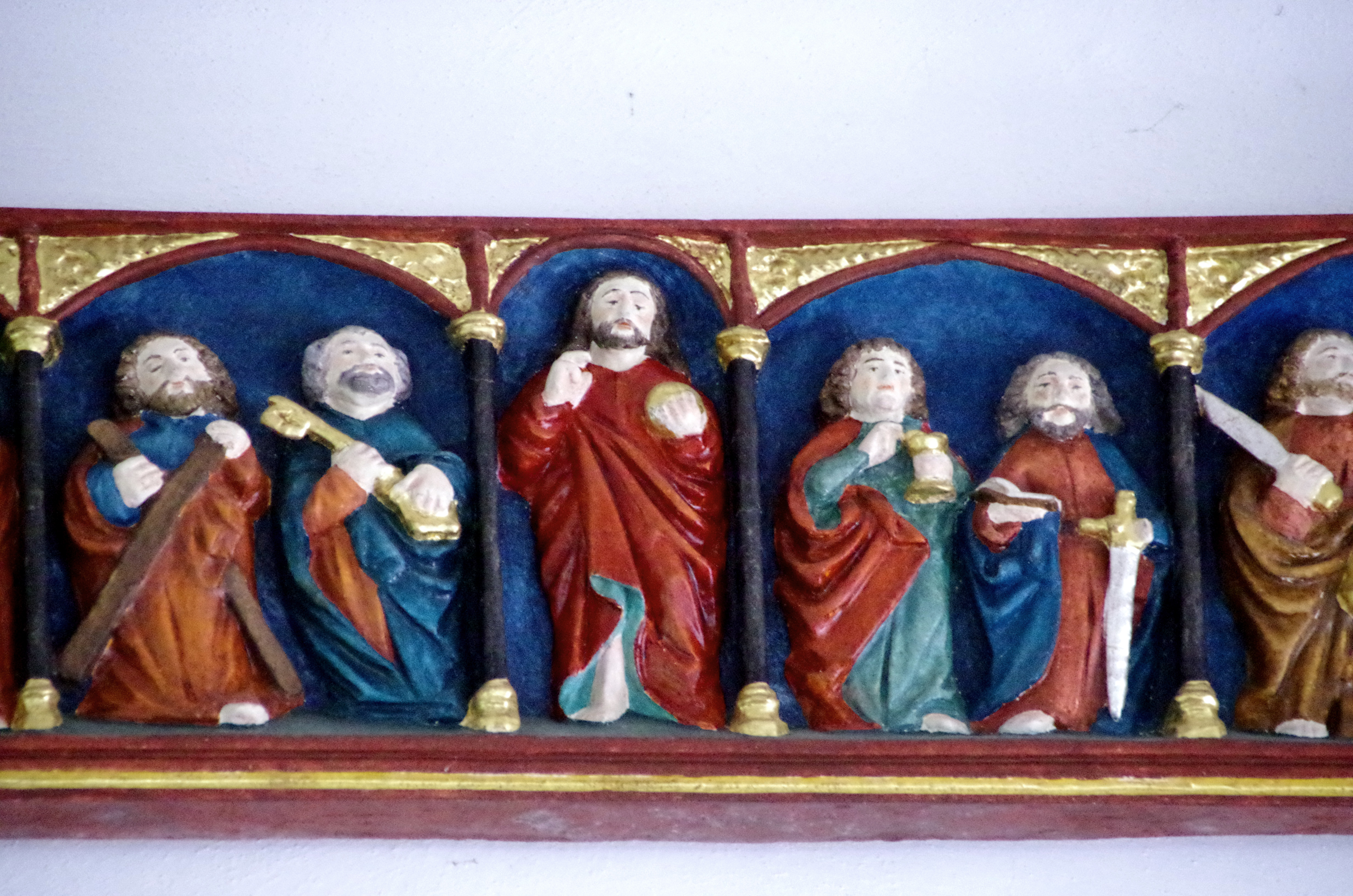
Apostelrelief (Detail)

- Backhaus, wohl noch aus dem 18. Jahrhundert
- Mehrere Wegekreuze aus dem 17. und 18. Jahrhundert im Ort und der Gemarkung

Siehe auch: Liste der Kulturdenkmäler in Großlangenfeld

## Verkehr
Großlangendorf liegt an der Landesstraße 1, die über die Anschlussstelle Bleialf auch eine Anbindung zur südwestlich am Ort vorbeiführenden Bundesautobahn 60 schafft. Von der L 1 zweigt im Ort die Kreisstraße 106 nach Winterspelt ab.